# Slavomír Kňazovický
Slavomír Kňazovický (Piešťany, Trnava, 3 de maio de 1967) é um ex-canoísta eslovaco especialista em provas de velocidade.

## Carreira
Foi vencedor da medalha de prata em C-1 500 m em Atlanta 1996.